# Equity Tournament 1972
L'Equity Tournament 1972 è stato un torneo di tennis giocato sul sintetico indoor. È stata la 1ª edizione del torneo che fa parte del Commercial Union Assurance Grand Prix 1972. Si è giocato a Washington negli Stati Uniti dal 6 al 12 marzo 1972.

## Campioni

### Singolare maschile
Stan Smith ha battuto in finale  Jimmy Connors con il punteggio di 4–6, 6–1, 6–3, 4–6, 6–1

### Doppio maschile
Tom Edlefsen /  Cliff Richey hanno battuto in finale  Clark Graebner /  Thomaz Koch con il punteggio di 6–4, 6–3